# Elektronska ljuska
U hemiji i atomskoj fizici, elektronska ljuska, ili glavni energetski nivo, može se smatrati orbitom koju prate elektroni oko jezgra atoma. Ljuska najbliža jezgru naziva se „1 ljuska” (ona se takođe zove „K ljuska”), a zatim sledi „2 ljuska” (ili „ ljuska”), zatim „3 ljuska” (ili „ ljuska”) i tako dalje i dalje od jezgra. Ljuske odgovaraju glavnim kvantnim brojevima (n = 1, 2, 3, 4 ...) ili su abecedno označene slovima koja se koriste u rendgenskoj notaciji (K, L, M, ...).
Svaka ljuska može da sadrži samo fiksni broj elektrona. Prva ljuska može da sadrži do dva elektrona, druga ljuska može da sadrži do osam (2 + 6) elektrona, treća ljuska može da drži do 18 (2 + 6 + 10 ) i tako dalje. Opšta formula je da n-ta ljuska može u principu da sadrži do 2(2) elektrona. Budući se elektrone privlači jezgro, elektroni atoma će generalno zauzimati spoljašnje ljuske samo ako su unutrašnje ljuske već potpuno popunili drugi elektroni. Međutim, to nije strog zahtev: atomi mogu da imaju dve ili čak tri nepotpune spoljašnje ljuske. (Za više detalja pogledajte Madelungovo pravilo).
Elektroni u najudaljenijoj zauzetoj ljusci (ili ljuskama) određuju hemijska svojstva atoma; ona se naziva valentna ljuska. Svaka ljuska se sastoji od jedne ili više podljuski, i svaka podljuska se sastoji od jedne ili više atomskih orbitala.

## Istorija
Terminologija ljuske potiče iz Arnold Zomerfeldove modifikacije Borovog modela. Zomerfeld je zadržao Borov planetarni model, ali je dodao blago eliptične orbite (okarakterisane dodatnim kvantnim brojevima ℓ i m) da bi objasnio finu spektroskopsku strukturu nekih elemenata. Višestruki elektroni sa istim glavnim kvantnim brojem (n) imali su bliske orbite koje su formirale „ljusku” pozitivne debljine umesto beskonačno tanke kružne orbite Borovog modela.
Postojanje elektronskih ljuski prvo je eksperimentalno primećeno u studijama apsorpcije rendgenskih zraka Čarlsa Barkla i Henrija Mozlija. Barkl ih je označio slovima K, L, M, N, O, P i Q. Poreklo ove terminologije bilo je abecedno. Sumnjalo se da postoji i „J” serija, mada su kasniji eksperimenti pokazali da K apsorpcione linije proizvode najdublji elektroni. Kasnije je utvrđeno da se ova slova odgovaraju n vrednostima 1, 2, 3, itd. Ona se koriste se u spektroskopskoj Sigbanovoj notaciji.
Fizički hemičar Gilbert Njuton Luis bio je odgovoran za veći deo ranog razvoja teorije o učešću elektrona valentne ljuske u hemijskom vezivanju. Lajnus Poling je kasnije generalizovao i proširio teoriju primenjujući uvide iz kvantne mehanike.

## Ljuske
Elektronske ljuske su označene sa K, L, M, N, O, P i Q; ili 1, 2, 3, 4, 5, 6 i 7; idući od ljuske najbliže jezgru ka spoljašnjosti. Elektroni u spoljnim ljuskama imaju višu prosečnu energiju i putuju dalje od jezgra od onih u unutrašnjim ljušturama. Ovo ih čini važnijim u određivanju kako atomi hemijski reaguju i kako se ponašaju kao provodnici, jer privlačenje jezgra atoma slabije deluje na njih i lakše se prevladava. Stoga je reaktivnost datog elementa u velikoj meri zavisna od njegove elektronske konfiguracije.

## Podljuske
Svaka ljuska je sastavljena od jedne ili više podljuski, koje su i same sastavljene od atomskih orbitala. Na primer, prva (K) ljuska ima jednu podljusku, zvanu 1s; druga (L) ljuska ima dve podljuske, koje se zovu 2s i 2p; treća ljuska ima 3s, 3p i 3d; četvrta ljuska ima 4s, 4p, 4d i 4f; peta ljuska ima 5s, 5p, 5d i 5f, i teoretski može da drži više u 5g podljusci, koja nije popunjena u osnovnom stanju elektronske konfiguracije bilo kog poznatog elementa. Različite moguće podljuske su prikazane u sledećoj tabeli:
| Oznaka podljuske | ℓ | Maks. elektrona | Ljuske koje je sadrže        | Istorijsko ime                              |
| ---------------- | - | --------------- | ---------------------------- | ------------------------------------------- |
| s                | 0 | 2               | Svaka ljuska                 |                                             |
| p                | 1 | 6               | 2. ljuska i više             |                                             |
| d                | 2 | 10              | 3. ljuska i više             |                                             |
| f                | 3 | 14              | 4. ljuska i više             |                                             |
| g                | 4 | 18              | 5. ljuska i više (teoretski) | (sledeće u alfabetu nakon f, izuzimajući i) |

- Prva kolona je „oznaka podljuske”, koja se piše malim slovima. Na primer, „4s podljuska” je podljuska četvrte (N) ljuske, sa tipom s opisanim u prvom redu.
- Druga kolona je azimutni kvantni broj (ℓ) podljuske. Precizna definicija uključuje kvantnu mehaniku, ali to je broj koji karakteriše podljusku.
- Treća kolona je maksimalni broj elektrona koji mogu da zauzimaju podljusku tog tipa. Na primer, gornji red navodi da svaka podljuska s-tipa (1s, 2s, itd.) može da ima najviše dva elektrona u sebi. Svaka podljuska osim prve može da ima 4 elektrona više od prethodne.
- Četvrta kolona navodi koje ljuske imaju podljusku datog tipa. Na primer, gledajući gornja dva reda, svaka ljuska ima s podljusku, dok samo druga ljuska i više imaju p podljusku (i.e., ne postoji 1p podljuska).
- Krajnja kolona navodi istorijsko poreklo oznaka: s, p, d, i f. One potiču od ranih studija atomskih spektralnih linija. Ostale etikete, naime g, h i i, su abecedni nastavak nakon poslednje istorijski nastale etikete f.

Iako se obično kaže da svi elektroni u ljusci imaju istu energiju, ovo je aproksimacija. Međutim, elektroni u jednoj podljusci imaju potpuno isti nivo energije, dok sledeće podljuske imaju više energije po elektronu od prethodnih. Ovaj efekat je dovoljno veliki da se energetski rasponi povezani sa ljuskama mogu preklapati (pogledajte valentne ljuske i Aufbau princip).

## Broj elektrona u svakoj ljusci
| Ime ljuske | Ime podljuske | Maks. elektrona u podljusci | Maks. elektrona u ljusci  |
| ---------- | ------------- | --------------------------- | ------------------------- |
|            | 1s            | 2                           | 2                         |
|            | 2s            | 2                           | 2 + 6 = 8                 |
| 2p         | 6             |                             | 2 + 6 = 8                 |
|            | 3s            | 2                           | 2 + 6 + 10 = 18           |
| 3p         | 6             |                             | 2 + 6 + 10 = 18           |
| 3d         | 10            |                             | 2 + 6 + 10 = 18           |
|            | 4s            | 2                           | 2 + 6 + 10 + 14 = 32      |
| 4p         | 6             |                             | 2 + 6 + 10 + 14 = 32      |
| 4d         | 10            |                             | 2 + 6 + 10 + 14 = 32      |
| 4f         | 14            |                             | 2 + 6 + 10 + 14 = 32      |
|            | 5s            | 2                           | 2 + 6 + 10 + 14 + 18 = 50 |
| 5p         | 6             |                             | 2 + 6 + 10 + 14 + 18 = 50 |
| 5d         | 10            |                             | 2 + 6 + 10 + 14 + 18 = 50 |
| 5f         | 14            |                             | 2 + 6 + 10 + 14 + 18 = 50 |
| 5g         | 18            |                             | 2 + 6 + 10 + 14 + 18 = 50 |

Svaka podljuska je ograničena da sadrži najviše 4ℓ + 2 elektrona, naime:
- Svaka s podljuska sadrži najviše 2 elektrona
- Svaka p podljuska sadrži najviše 6 elektrona
- Svaka d podljuska sadrži najviše 10 elektrona
- Svaka f podljuska sadrži najviše 14 elektrona
- Svaka g podljuska sadrži najviše 18 elektrona

Stoga, K ljuska, koja sadrži samo s podljusku, može da ima samo do 2 elektrona; L ljuska, koja sadrži s i p, može da sadrži do 2 + 6 = 8 elektrona, i tako dalje; generalno, -ta ljuska može da sadrži do 22 elektrona.
Iako ta formula u principu daje maksimum, u stvari se maksimum jedino postiže (kod poznatih elemenata) za prve četiri ljuske (K, L, M, N). Ni jedan poznati element nema više od 32 elektrona u bilo kojoj ljusci. To je zato što se podljuske popunjavaju po Aufbau principu. Prvi elementi koji bi imali više od 32 elektrona u jednoj ljusci pripadali bi g-bloku 8. periode periodnog sistema. Ovi elementi bi imali neke od elektrona u svojoj 5g podljusci i na taj način imali bi više od 32 elektrona u O ljusci (petoj glavnoj ljusci).

## Valentna ljuska
Valentna ljuska je najudaljenija ljuska atoma. Valentni elektroni u elementima koji nisu prelazni metali nalaze se u ovoj ljusci. Takvi elementi sa kompletnom valentnom školjkom (plemeniti gasovi) su u najvećoj meri hemijski nereaktivni, dok su najreaktivniji oni koji imaju samo jedan elektron u svojoj valentnoj ljusci (alkalni metali) ili im nedostaje samo jedan elektron do kompletne ljuske (halogeni).
Međutim, ova terminologija je donekle pogrešna u slučaju prelaznih metala. Kod tih elemenata valentni elektron takođe može biti u unutrašnjoj ljusci. Stoga, elektroni koji određuju kako atom hemijski reaguje su oni koji se kreću najudaljenije od jezgra, odnosno oni sa najvišom energijom, a ne nužno u valentnoj ljusci.

## Spisak elemenata sa brojem elektrona po ljusci
Sledeća lista daje elemente poređane po rastućem atomskom broju i prikazuje broj elektrona po ljusci. Na prvi pogled se vidi da podskupovi liste pokazuju očigledne obrasce. Konkretno, sedam elemenata (sa   plavom pozadinom) pre plemenitog gasa (grupa 18,   žutom) viši od helijuma, imaju broj elektrona u valentnoj ljusci u aritmetičkoj progresiji. (Međutim, ovaj obrazac se može da bude narušen u sedmoj periodi zbog relativističkih efekata.)
Sortiranje tabele prema hemijskim grupama pokazuje dodatne obrasce, posebno u odnosu na poslednje dve najudaljenije ljuske. (Elementi 57 do 71 pripadaju lantanoidima, dok su 89 do 103 aktinoidi.)
Sledeća lista je prvenstveno u skladu sa Aufbau principom. Međutim, postoji nekoliko izuzetaka od pravila; na primer, paladijum (atomski broj 46) nema elektrone u petoj ljusci, za razliku od drugih atoma sa nižim atomskim brojem. Neki unosi u tabeli su nesigurni, jer eksperimentalni podaci nisu dostupni. (Na primer, elementi iznad 108. imaju tako kratak poluživot tako da njihove elektronske konfiguracije još nisu merene.)
|     | Element       | Br. elektrona/ljuska        | Grupa |
| --- | ------------- | --------------------------- | ----- |
| 1   | Vodonik       | 1                           | 1     |
| 2   | Helijum       | 2                           | 18    |
| 3   | Litijum       | 2, 1                        | 1     |
| 4   | Berilijum     | 2, 2                        | 2     |
| 5   | Bor           | 2, 3                        | 13    |
| 6   | Ugljenik      | 2, 4                        | 14    |
| 7   | Azot          | 2, 5                        | 15    |
| 8   | Kiseonik      | 2, 6                        | 16    |
| 9   | Fluor         | 2, 7                        | 17    |
| 10  | Neon          | 2, 8                        | 18    |
| 11  | Natrijum      | 2, 8, 1                     | 1     |
| 12  | Magnezijum    | 2, 8, 2                     | 2     |
| 13  | Aluminijum    | 2, 8, 3                     | 13    |
| 14  | Silicijum     | 2, 8, 4                     | 14    |
| 15  | Fosfor        | 2, 8, 5                     | 15    |
| 16  | Sumpor        | 2, 8, 6                     | 16    |
| 17  | Hlor          | 2, 8, 7                     | 17    |
| 18  | Argon         | 2, 8, 8                     | 18    |
| 19  | Kalijum       | 2, 8, 8, 1                  | 1     |
| 20  | Kalcijum      | 2, 8, 8, 2                  | 2     |
| 21  | Skandijum     | 2, 8, 9, 2                  | 3     |
| 22  | Titanijum     | 2, 8, 10, 2                 | 4     |
| 23  | Vanadijum     | 2, 8, 11, 2                 | 5     |
| 24  | Hrom          | 2, 8, 13, 1                 | 6     |
| 25  | Mangan        | 2, 8, 13, 2                 | 7     |
| 26  | Gvožđe        | 2, 8, 14, 2                 | 8     |
| 27  | Kobalt        | 2, 8, 15, 2                 | 9     |
| 28  | Nikal         | 2, 8, 16, 2                 | 10    |
| 29  | Bakar         | 2, 8, 18, 1                 | 11    |
| 30  | Cink          | 2, 8, 18, 2                 | 12    |
| 31  | Galijum       | 2, 8, 18, 3                 | 13    |
| 32  | Germanijum    | 2, 8, 18, 4                 | 14    |
| 33  | Arsen         | 2, 8, 18, 5                 | 15    |
| 34  | Selenijum     | 2, 8, 18, 6                 | 16    |
| 35  | Brom          | 2, 8, 18, 7                 | 17    |
| 36  | Kripton       | 2, 8, 18, 8                 | 18    |
| 37  | Rubidijum     | 2, 8, 18, 8, 1              | 1     |
| 38  | Stroncijum    | 2, 8, 18, 8, 2              | 2     |
| 39  | Itrijum       | 2, 8, 18, 9, 2              | 3     |
| 40  | Cirkonijum    | 2, 8, 18, 10, 2             | 4     |
| 41  | Niobijum      | 2, 8, 18, 12, 1             | 5     |
| 42  | Molibden      | 2, 8, 18, 13, 1             | 6     |
| 43  | Tehnecijum    | 2, 8, 18, 13, 2             | 7     |
| 44  | Rutenijum     | 2, 8, 18, 15, 1             | 8     |
| 45  | Rodijum       | 2, 8, 18, 16, 1             | 9     |
| 46  | Paladijum     | 2, 8, 18, 18                | 10    |
| 47  | Srebro        | 2, 8, 18, 18, 1             | 11    |
| 48  | Kadmijum      | 2, 8, 18, 18, 2             | 12    |
| 49  | Indijum       | 2, 8, 18, 18, 3             | 13    |
| 50  | Kalaj         | 2, 8, 18, 18, 4             | 14    |
| 51  | Antimon       | 2, 8, 18, 18, 5             | 15    |
| 52  | Telur         | 2, 8, 18, 18, 6             | 16    |
| 53  | Jod           | 2, 8, 18, 18, 7             | 17    |
| 54  | Ksenon        | 2, 8, 18, 18, 8             | 18    |
| 55  | Cezijum       | 2, 8, 18, 18, 8, 1          | 1     |
| 56  | Barijum       | 2, 8, 18, 18, 8, 2          | 2     |
| 57  | Lantan        | 2, 8, 18, 18, 9, 2          | 3     |
| 58  | Cerijum       | 2, 8, 18, 19, 9, 2          |       |
| 59  | Prazeodijum   | 2, 8, 18, 21, 8, 2          |       |
| 60  | Neodijum      | 2, 8, 18, 22, 8, 2          |       |
| 61  | Prometijum    | 2, 8, 18, 23, 8, 2          |       |
| 62  | Samarijum     | 2, 8, 18, 24, 8, 2          |       |
| 63  | Evropijum     | 2, 8, 18, 25, 8, 2          |       |
| 64  | Gadolinijum   | 2, 8, 18, 25, 9, 2          |       |
| 65  | Terbijum      | 2, 8, 18, 27, 8, 2          |       |
| 66  | Disprozijum   | 2, 8, 18, 28, 8, 2          |       |
| 67  | Holmijum      | 2, 8, 18, 29, 8, 2          |       |
| 68  | Erbijum       | 2, 8, 18, 30, 8, 2          |       |
| 69  | Tulijum       | 2, 8, 18, 31, 8, 2          |       |
| 70  | Iterbijum     | 2, 8, 18, 32, 8, 2          |       |
| 71  | Lutecijum     | 2, 8, 18, 32, 9, 2          |       |
| 72  | Hafnijum      | 2, 8, 18, 32, 10, 2         | 4     |
| 73  | Tantal        | 2, 8, 18, 32, 11, 2         | 5     |
| 74  | Volfram       | 2, 8, 18, 32, 12, 2         | 6     |
| 75  | Renijum       | 2, 8, 18, 32, 13, 2         | 7     |
| 76  | Osmijum       | 2, 8, 18, 32, 14, 2         | 8     |
| 77  | Iridijum      | 2, 8, 18, 32, 15, 2         | 9     |
| 78  | Platina       | 2, 8, 18, 32, 17, 1         | 10    |
| 79  | Zlato         | 2, 8, 18, 32, 18, 1         | 11    |
| 80  | Živa          | 2, 8, 18, 32, 18, 2         | 12    |
| 81  | Talijum       | 2, 8, 18, 32, 18, 3         | 13    |
| 82  | Olovo         | 2, 8, 18, 32, 18, 4         | 14    |
| 83  | Bizmut        | 2, 8, 18, 32, 18, 5         | 15    |
| 84  | Polonijum     | 2, 8, 18, 32, 18, 6         | 16    |
| 85  | Astat         | 2, 8, 18, 32, 18, 7         | 17    |
| 86  | Radon         | 2, 8, 18, 32, 18, 8         | 18    |
| 87  | Francijum     | 2, 8, 18, 32, 18, 8, 1      | 1     |
| 88  | Radijum       | 2, 8, 18, 32, 18, 8, 2      | 2     |
| 89  | Aktinijum     | 2, 8, 18, 32, 18, 9, 2      | 3     |
| 90  | Torijum       | 2, 8, 18, 32, 18, 10, 2     |       |
| 91  | Protaktinijum | 2, 8, 18, 32, 20, 9, 2      |       |
| 92  | Uranijum      | 2, 8, 18, 32, 21, 9, 2      |       |
| 93  | Neptunijum    | 2, 8, 18, 32, 22, 9, 2      |       |
| 94  | Plutonijum    | 2, 8, 18, 32, 24, 8, 2      |       |
| 95  | Americijum    | 2, 8, 18, 32, 25, 8, 2      |       |
| 96  | Kirijum       | 2, 8, 18, 32, 25, 9, 2      |       |
| 97  | Berklijum     | 2, 8, 18, 32, 27, 8, 2      |       |
| 98  | Kalifornijum  | 2, 8, 18, 32, 28, 8, 2      |       |
| 99  | Ajnštajnijum  | 2, 8, 18, 32, 29, 8, 2      |       |
| 100 | Fermijum      | 2, 8, 18, 32, 30, 8, 2      |       |
| 101 | Mendeljevijum | 2, 8, 18, 32, 31, 8, 2      |       |
| 102 | Nobelijum     | 2, 8, 18, 32, 32, 8, 2      |       |
| 103 | Lorencijum    | 2, 8, 18, 32, 32, 8, 3      |       |
| 104 | Raderfordijum | 2, 8, 18, 32, 32, 10, 2     | 4     |
| 105 | Dubnijum      | 2, 8, 18, 32, 32, 11, 2     | 5     |
| 106 | Siborgijum    | 2, 8, 18, 32, 32, 12, 2     | 6     |
| 107 | Borijum       | 2, 8, 18, 32, 32, 13, 2     | 7     |
| 108 | Hasijum       | 2, 8, 18, 32, 32, 14, 2     | 8     |
| 109 | Majtnerijum   | 2, 8, 18, 32, 32, 15, 2 (?) | 9     |
| 110 | Darmštatijum  | 2, 8, 18, 32, 32, 16, 2 (?) | 10    |
| 111 | Rendgenijum   | 2, 8, 18, 32, 32, 17, 2 (?) | 11    |
| 112 | Kopernicijum  | 2, 8, 18, 32, 32, 18, 2 (?) | 12    |
| 113 | Nihonijum     | 2, 8, 18, 32, 32, 18, 3 (?) | 13    |
| 114 | Flerovijum    | 2, 8, 18, 32, 32, 18, 4 (?) | 14    |
| 115 | Moskovijum    | 2, 8, 18, 32, 32, 18, 5 (?) | 15    |
| 116 | Livermorijum  | 2, 8, 18, 32, 32, 18, 6 (?) | 16    |
| 117 | Tenesin       | 2, 8, 18, 32, 32, 18, 7 (?) | 17    |
| 118 | Oganeson      | 2, 8, 18, 32, 32, 18, 8 (?) | 18    |